# 실버 서퍼 (비디오 게임)
실버 서퍼(Silver Surfer)는 1990년에 제작되어 판매되었던 NES용 게임이다.

## 실버 서퍼에 대한 비판들
- 지나치게 높게 설정되어 있는 난도로 인해 이용자들이 접근하기 어렵다.
- 적의 공격이 닿으면 죽는 판정이 너무 지나치게 플레이어에게 불리하다.

## 실버 서퍼에 대한 다른 시각
- NES성능을 감안하면 상당히 멋진 비쥬얼을 가진 게임
- BGM이 훌륭하고 효과음도 준수하며 스토리부분의 처리도 슈팅 게임치고는 잘 짜여진 게임
- 초반 난이도가 어려운 것은 사실이나 어려운 패턴을 암기하고 세심한 컨트롤이 합쳐지면 준수한 게임성을 가짐